# Ras Dashan
De Ras Dashan (Ge'ez: ራስ ደሸን rās dāshen of ራስ ደጀን rās dejenis) is met zijn 4550 meter de hoogste berg van Ethiopië. Hij ligt in de Simien Mountains, onderdeel van het Ethiopisch Hoogland, in het Nationaal park Simien, dat op de Werelderfgoedlijst van UNESCO staat.